# 吳品珩
吳品珩（1859年—？），字佩葱，浙江東陽縣（今浙江省東陽縣）人，清朝政治人物、進士出身。
光緒二年，丙子科副貢；光緒八年，鄉試中舉；光緒十二年，登進士，分部學習。任刑部貴州司主稿	 ，后總辦秋審。光緒十八年，任總理各國事務衙門章京。光緒二十二年，俟服闕補主事後以本部員外郎無論題咨留遇缺即補。光緒二十四年，任刑部江西司主事；次年改刑部江蘇司員外郎。光緒二十六年，俟保送知府得缺後以道員在任候補。光緒二十九年，任外務部和會司員外郎。光緒三十二年，任稅務處幫提調。光緒三十三年，任外務部和會司郎中。光緒三十四年，任湖北荊宜道，兼監督宜昌沙市兩關事務。宣統二年，任安徽按察使、安徽提法使。宣統三年，任安徽布政使。民國三年，任浙江省政務廳廳長。